# アブドゥッラー (ティムール朝)
アブドゥッラー（? - 1451年）は、アブドゥッラー・ミズラといい、ティムール朝の第6代君主（在位：1450年 - 1451年）である。第3代君主シャー・ルフの子でファールス地方の支配者であったイブラーヒーム・ミズラの子である。
アブドゥッラティーフにより投獄されるが、暗殺後支持者により釈放されて、サマルカンド政権の支配者となる。しかし、翌年反乱を起こしたアブー・サイードに敗れ、処刑された。